# Sesselfelsgrotte
Die Sesselfelsgrotte ist eine Halbhöhle bei Essing (Schreibweise so seit 1938) im Altmühltal im niederbayerischen Landkreis Kelheim in Bayern.

## Lage
Beide Halbhöhlen (Abri) befinden sich in einer Felswand und sind nach Südwesten geöffnet. Sie liegen etwa 25 m über der Altmühl, etwa 374 m über dem Meeresspiegel und direkt über der nördlichen Häuserzeile von Neuessing.

## Geschichte
Beide Höhlen sind ein archäologischer Fundplatz und einer der wichtigsten altsteinzeitlichen Fundplätze aus der Urgeschichte Bayerns. Bei Ausgrabungen in dem Abri konnte eine etwa sieben Meter mächtige Schichtenfolge dokumentiert werden, die mit den unteren Schichten bis in die etwa 125.000 Jahre alte Eem-Warmzeit zurückreicht. Die darüber liegende Schichtenfolge enthält 35 sedimentologische Einheiten sowie 25 Kulturhorizonte bis an das Ende der Würmeiszeit. Durch den Vergleich der geologischen Schichten ist es möglich, auch andere nahe gelegene Fundstellen des Altmühltals zu datieren. Wegen seiner langen stratigraphischen Abfolge sowie Fossilfunden von mehreren Neandertalern ist der Fundplatz von überregionaler Bedeutung.
Da zunächst im Jahre 1959 der etwa zehn Meter südöstlich gelegene Abri I (auch Abri im Dorf) untersucht wurde, wird die Sesselfelsgrotte auch als Abri II von Neuessing bezeichnet. Die Höhlen werden im Höhlenkataster Fränkische Alb (HFA) unter H 68 geführt.

## Forschungsgeschichte
Ab 1959 wurden im unteren Altmühltal, das reich an paläolithischen Fundplätzen ist, an einigen bereits ausgegrabenen Fundplätzen Nachuntersuchungen zur Stratigraphie durchgeführt, wie in der Unteren und Mittleren Klausenhöhle (1960) sowie der Obernederhöhle (1960–1963). Wegen der weitgehend zerstörten Sedimentabfolgen in diesen Höhlen schien jedoch der noch unberührte „Große Abri im Pfaffenholz“ geeigneter, der nicht weit entfernt von den Klausenhöhlen auf derselben Talseite liegt. Während dieser Sondage (1963–1964) konnte zwar das bis dahin im unteren Altmühltal fehlende Mesolithikum nachgewiesen werden, doch die erhoffte aussagekräftige Stratigraphie fand sich auch dort nicht.
Bereits im Sommer 1959 wurde eine (zwar nur begrenzte) Untersuchung des „Abri Schmidt“ oder „Abri I“, später „Abri im Dorf“ genannten Felsüberhangs bei Neuessing durch Lothar Zotz und Otto Pruefer (Cleveland Museum, Ohio) unternommen. Auch hier war die Stratigraphie aufgrund von Störungen (unter anderem aus dem Zweiten Weltkrieg stammend) und dem in geringer Tiefe anstehenden Felsen unergiebig. Es konnte jedoch eine bedeutende Kulturschicht des Gravettien ergraben werden, in der sich eine ungewöhnliche 0,5 m lange und dem mährischen Pavlovien verwandte Elfenbeinschaufel fand. Dieser Fund, zuzüglich der anderen Kulturreste und der faunischen Überbleibsel, wurde fünf Jahre später Grund und Anlass für die Ausgrabungen in der nur wenige Meter nordwestlich gelegenen kleineren Sesselfelsgrotte/Abri II. Wegen der kleineren Ausmaße schien es weniger erfolgversprechend und, weil es 1959 nicht zugänglich war (da damals noch in Privatbesitz), geriet es erst nach den unergiebigen Untersuchungen des größeren Abri I in den Fokus der Ausgräber.
Beide Abris und ein Teil des hangwärtigen Geländes wurden noch vor Grabungsbeginn 1964 durch M. Kirmaier im Maßstab 1:100 vermessen; er legte auch den Nullpunkt für das Grabungsraster fest, an dem sich die Sondage und die späteren Kampagnen orientierten. Für die Grabung selbst verblieben in dieser Saison lediglich zehn Tage.
Die Ausgräber hofften, wegen der gleichen Geländesituation wie bei Abri I ebenfalls auf einen Befund aus der Zeit des Gravettien, aber in einer günstigeren Schichteinbettung und in ungestörter Lagerung. Ziel der Untersuchungen war es, zur Analyse geeignete Sedimentproben, die zum Vergleich mit denen aus Abri I von 1959 dienen konnten, zu entnehmen. Rückblickend betrachtet hatte jedoch niemand damit gerechnet, dass die Sedimentationsverhältnisse und noch mehr die Fundmenge der Sesselfelsgrotte gänzlich anders als im Abri I sein würde.
Die ersten Silices fanden sich bereits in 35–40 cm Tiefe. Wenig tiefer wurden sie immer häufiger. Die erhoffte Parallele zum Gravettien des Abri I hatte sich eingestellt. Zahlreiche jungpaläolithische Federmesserchen waren in einer Tiefe um die 90 cm eingebettet. Ein „Silexnest“ mit hunderten von Stücken konnte freigelegt werden, dies war der erste Hinweis darauf, dass die Geräte vor Ort hergestellt worden sind. Es folgte eine lehmdurchsetzte Schuttzone mit deutlich größeren jungpaläolithischen Artefakten. Dann ein mächtiges fundfreies Lösspaket das mit Schuttlinsen durchsetzt war. Die ersten mittelpaläolithischen Silices fanden sich in einer Tiefe um 180 cm, auf diese folgte wieder eine fundleere Zone, um dann bei ca. 200 cm den zunächst als „untere mittelpaläolithische Schicht“ bezeichneten Horizont zu erreichen. Dieser, sich zum Hang hin absenkende Horizont, ist durch außerordentlich viele Silices, Knochen und Knochenkohlen gekennzeichnet. Der G-Schichten-Komplex war erreicht und die erste so überraschende Grabungskampagne ging zu Ende. Profilskizzen der Seitenwände des Grabens wurden angefertigt. Fast 3000 Silices und eine Vielzahl von Knochenfragmenten, u. a. solche von Pferd, Ren und Mammut, konnten in dieser kurzen aber ereignisreichen Zeit geborgen werden. Ein bedeutender jung- und mittelpaläolithischer Rastplatz, der in der Folgezeit zu einem der wichtigsten paläolithischen Fundorte des mitteleuropäischen Raumes werden sollte, war entdeckt und mit ihm die so lang gesuchte aussagekräftige Stratigraphie.
Die durch die Deutsche Forschungsgemeinschaft finanzierten Ausgrabungen in der Sesselfelsgrotte wurden dann 1965 unter der Leitung von Lothar Zotz und Gisela Freund mit Mitarbeitern und Studierenden des Instituts für Ur- und Frühgeschichte der Universität Erlangen-Nürnberg als Lehrgrabung fortgesetzt. Nach dem Tod von Lothar Zotz 1967 übernahm Gisela Freund die alleinige Grabungsleitung bis 1977 und während der letzten Kampagne 1981. Insgesamt waren es also 15 sommerliche Grabungskampagnen.
Im Frühjahr 1967 wurde der das Gelände umgebende Zaun niedergerissen und bei einer Raubgrabung Teile der Stratigraphie zerstört sowie eine erhebliche Menge an Artefakten entwendet. Die Schuldigen konnten (anhand einer Tasche mit persönlichen Gegenständen, die in der Eile versehentlich eingegraben wurde) ermittelt und bestraft werden, doch wurde nur ein Teil der Artefakte zurückgegeben und die Beeinträchtigung des Fundkontextes ist irreparabel. Gisela Freund nannte das Vorkommnis (in ihrer Monographie über die Sesselfelsgrotte) ein insgesamt „katastrophale[s]“ Ereignis. Auch der Bereich der Grabung (Quadratmeter B7), in welchem später hauptsächlich die Skelettreste (siehe unten) entdeckt werden sollten, wurde in Mitleidenschaft gezogen.
Das komplette Fundmaterial ist heute Eigentum der Ur- und Frühgeschichtlichen Sammlung und auch die Sesselfelsgrotte selbst konnte nach Verhandlungen mit dem Eigentümer in den Besitz der Universität Erlangen-Nürnberg übergehen.

## Stratigraphie und Funde in den einzelnen Abschnitten
In der Sesselfelsgrotte zeigt sich eine bis zu 7 m mächtige pleistozäne Schichtenfolge die insgesamt der Würm-Kaltzeit angehört. Sie ist nicht lückenlos. Die unteren fünf Meter zeigen eine weitgehend ruhige Sedimentation ohne erkennbare Lücken, der obere und oberste Teil jedoch weist tiefgreifende Erosionserscheinungen auf. Im Bereich der Schicht E2 bedeuten diese zugleich einen Hiatus von zwei Jahrzehntausenden oder gar mehr.
Gisela Freund unterteilte das Gesamtsedimentpaket anhand von mehr oder minder gemeinsamen Merkmalen hinsichtlich der Führung von Kalkschutt und Bindematerial sowie in Bezug auf Festigkeit und Färbung in IV Abschnitte/4 Zeitphasen. Darüber hinaus wurden sehr deutliche Änderungen im Sediment und auch Änderungen der Kultur-, Faunen- und/oder Florenreste betrachtet.

### Abschnitt I
Abschnitt I umfasst alle sogenannten Unteren Schichten, beginnend mit Schicht 3-West in der West-Ecke und mit Schicht S in der Süd-Ecke bis einschließlich Schicht M1, mit der die Begehung durch den Menschen zunächst endet. Aus dieser 2,5 m mächtigen Kulturschichtenfolge ergeben sich sedimentologische Beobachtungs- und Bewertungsmöglichkeiten. Dieser Abschnitt repräsentiert das Moustérien, den älteren Teil des Mittelpaläolithikums. Bereits hier zeigt sich die Bedeutung der Sesselfelsgrotte gegenüber anderen mitteleuropäischen Höhlen- und Abri-Fundstellen.

### Abschnitt II
Abschnitt II setzt sich aus den Schichten L bis I zusammen und ist stellenweise bis zu einem Meter mächtig. Der Abschnitt steht für eine Zeitphase, in der der Mensch den Abri mied und wird mit dem 1. Kältemaximum in Verbindung gebracht. Er enthält die ungewöhnlich reichen Mikrofaunen-Reste. Vor allem in Schicht I treten besonders konzentriert „Nagerreste“ auf. Hier werden auch anhand weniger Kulturreste Spuren menschlicher Begehung wieder fassbar, sowie Anzeichen einer vermutlichen Klimaänderung, weshalb Schicht I noch zu diesem Abschnitt gerechnet wird und den Übergang zum nächst jüngeren Abschnitt markiert.

### Abschnitt III
Abschnitt III beinhaltet die zusammen 1,5 m mächtigen Schichten H bis E3/E2 mit der intensivsten Nutzung des Abris während des Mittelpaläolithikums durch den Menschen in den Kulturschichten G5-G1 und dem Ende des Mittelpaläolithikums in Schicht E3. Die Werkzeugformen des G-Schichten-Komplexes (Schichten H-F) werden dem Micoquien zugewiesen, zeigen aber auch Merkmale die an das Moustérien erinnern. Während der Entstehung der Schicht E3 haben sich in den Randbereichen tiefe Erosionsrinnen in die Sedimentation gegraben, stellenweise bis zur Schicht H hinunter. Der lange Zeitraum des großen Hiatus mit Ausräumungs- und Umlagerungsvorgängen beschließt diesen Abschnitt, wobei Schicht E2 eine Sonderstellung einnimmt.

### Abschnitt IV
Abschnitt IV beginnt mit dem ca. 50 cm mächtigen sterilen Lößpaket der Schicht D, in dem selbst faunische Reste fehlen; es dürfte während des 2. Kältemaximums entstanden sein. Es folgen spätglaziale Schuttschichten mit den jung- und spätpaläolithischen Kulturhorizonten C2 bis B2.
Im Bereich C2/1 können abermals Erosionsvorgänge festgestellt werden. Auffällig in Schicht C2 ist die flächige Verteilung von Geröllen bzw. Kalksteinen mit Brandspuren. Andreas Dirian folgerte daraus, dass hier eine Herdstelle gewesen sei; diese bestand aus einer fast halbkreisförmigen Struktur, welche sich aus einer kompakten Lage von Kalksteinen und Geröllen zusammensetzte. Die Stelle befindet sich in geringem Abstand zur Felswand des Abris; es handelt sich um die Quadratmeter X5-X7. Die Feuerstelle ist vergleichbar mit anderen, beispielsweise im Pariser Becken gefundenen und in dieselbe Zeit datierenden. Das Nichtvorhandensein von Asche im Areal der Feuerstelle legt eine (mehrmalige) Ausräumung nahe. Die in dieser Schicht entdeckten Artefakte bestehen vor allem aus Knollenhornstein und Quarzit. Dementsprechend handelte es sich um eine Werkzeugindustrie, die ihr Rohmaterial aus der näheren Umgebung der Sesselfelsgrotte bezog. Die Menge der Artefakte lässt auf eine ausgedehntere Belegungsdauer des Abris schließen; unter den Werkzeugen sind Rückenspitzen, Rückenmesser, Stichel, Kratzer und Bohrer.
Die Funde im archäologien Horizont C1 stellen sich ähnlich, wenngleich auch (hinsichtlich der Artefakte) weniger zahlreich vertreten, dar. Im Jahr 1969 wurde im Quadratmeter Z 3 ein Depot entdeckt, das aus vier übereinanderliegenden, wenig bearbeiteten Platten bestand, zusätzlich dazu mehrere Klingen. Andreas Dirian schloss daraus, dass der archäologische Horizont C1 als ein Lager anzusprechen ist, das speziell für die Herstellung von Material- und Ausrüstungsgegenständen benutzt wurde.
Die B-Schichten waren in vielen Teilen der Grabungsfläche nicht vorhanden oder gestört. Der archäologische Horizont B3 wurde während der jüngeren Tundrenzeit abgelagert; er datiert nun definitiv ins Spätpaläolithikum, was vor allem an den Werkzeugen (Rückenspitzen, Rückenmesser, Stichel und Kratzer) zu erkennen ist. Die Zahl der Artefakte ist deutlich zurückgegangen, woraus einerseits auf eine Verkleinerung der umherziehenden Gruppen, andererseits auf eine Verkürzung der Belegungsdauer des Abris zu schließen ist.
Die in der Neuzeit gestörte Schicht A erbrachte mittelalterliche Funde (den Einbau eines Kellers, vermutlich von der mittelalterlichen Stadtbefestigung von Neuessing stammend) und Befunde (Reste von Haustieren und Keramikfragmente neuzeitlicher Provenienz wurden entdeckt). Dieses Löß- und Schuttpaket misst etwa 1,5 m.

## Menschliche Fossilreste
Die im Abri „Sesselfelsgrotte“ gefundenen Menschenreste wurden im Jahr 2006 wissenschaftlich publiziert.
Insgesamt 14 menschliche Fossilien wurden in der Sesselfelsgrotte gefunden. 12 dieser Reste stammen vom deponierten Skelett eines Fötus. Zwei weitere Milchbackenzähne gehören zu zwei unterschiedlichen jugendlichen Neandertalern. Die fetalen Überreste sind sehr klein, nur ein einziges Knochenfragment übersteigt die Länge von fünf Zentimetern. Keiner der Funde ist so gut erhalten, dass daraus neue Erkenntnisse zur Anatomie des Neandertalers gewonnen werden konnten. Aus dem archäologischen Zusammenhang ergibt sich für alle Fossilreste die Zuordnung zum Neandertaler (Homo neanderthalensis). Die genaue Bestimmung der Zugehörigkeit der Überreste erfolgte durch Abgleich mit einem Kinderskelett eines Homo-sapiens-Individuums, das in der Anthropologischen Sammlung des Institutes für Naturkunde Stuttgart aufbewahrt wird.
Die Überreste des Individuums mit der Bezeichnung „Sesselfelsgrotte 1“ stammen aus dem mittelpaläolithischen Kulturhorizont G5. Sie wurden am 9. August 1968 entdeckt und im Jahr 1995 als fetale Skelettreste identifiziert. Zu den erhaltenen Knochen gehören das Fragment eines Os frontale (linkes Stirnbein), ein Bruchstück einer Mandibula (linker Unterkiefer), ein Stück eines Vertebra thoracica (rechter Bogen des Brustwirbels) sowie fünf Rippenbruchstücke (Costae). Zusätzlich wurden das Fragment eines rechten Oberarmknochen (Humerus dex), einer rechten Elle (Ulna dex), eines rechten Oberschenkelknochens (Femur dex) sowie eines rechten Wadenbeines (Fibula dex) gefunden. Die Relikte stammen von einem 8-monatigen Fötus, der entweder tot geboren wurde oder kurz nach der Geburt starb.
„Sesselfelsgrotte 2“ bezeichnet einen Milchbackenzahn des Oberkiefers, der in Schicht M2 gefunden wurde (Abschnitt I). „Sesselfelsgrotte 3“ schließlich wurde in der unteren Schicht G3 zu Tage gebracht und ist ebenfalls ein menschlicher Milchbackenzahn.
Die beiden Milchbackenzähne aus den Schichten G3 und M2 haben Neandertalerkinder einst beim Zahnwechsel verloren, und zwar – auf heutige Kinder bezogen – im Alter von ungefähr zwölf Jahren. Die Knochen des Fötus zeigen, dass die Neandertaler den Leichnam in einem Grab bestatteten, denn bei einer Lagerung an der Oberfläche wären auch die wenigen Hartteile heute vollständig vergangen.

## Felswand
Die Höhlen befinden sich in einer imposanten Massenkalk-Felswand mit Riffkuppelstruktur. Die vertikale
Klüftung des Gesteins bewirkt turmförmige Verwitterungsformen. Hohlkehlen und Felsdächer am Fuß der Felswand sind auf die Erosion der Altmühldonau zurückzuführen. Der Fels ist vom Bayerischen Landesamt für Umwelt als Geotop 273R004 ausgewiesen. Siehe hierzu auch die Liste der Geotope im Landkreis Kelheim.